# Micrurus ancoralis
Micrurus ancoralis este o specie de șerpi din genul Micrurus, familia Elapidae, descrisă de Giorgio Jan în anul 1872.

## Subspecii
Această specie cuprinde următoarele subspecii:
- M. a. jani
- M. a. ancoralis